# Пини Суд 2 (Напуљ)
Пини Суд 2 је насеље у Италији у округу Напуљ, региону Кампанија.
Према процени из 2011. у насељу је живело 460 становника. Насеље се налази на надморској висини од 2 м.